# Proseriphus viridis
Proseriphus viridis là một loài bọ cánh cứng trong họ Cerambycidae.